# Gravity (Hovig sang)
"Gravity" er en sang fremført af sangeren Hovig, som deltog i Eurovision Song Contest 2017. Sangen opnåede en 21. plads. 

## Eksterne kilder og henvisninger
| Musik | Spire Denne musikartikel er en spire som bør udbygges. Du er velkommen til at hjælpe Wikipedia ved at udvide den. |